# Rákospalotai EAC
A REAC (teljes nevén: Rákospalotai Egyetértés Atlétikai Club) a magyar labdarúgó bajnokság Magyar labdarúgó-bajnokság (harmadik  – osztályában NB III-ba szereplő egyik budapesti egyesület. A csapat otthona a Budai II László Stadion (más néven: "Czabán Samu tér", "Volán Stadion", "Volánpálya").

## Története
A csapat 1912-ben alakult, ám az 1940-es években gyakorlatilag megszüntették. 1991 április 11-én újra megalakították a REAC-ot. 1991 nyarán a Volán a labdarúgó-szakosztályát átadta a Ganz Danubius SE-nek, amely így az NB II-ben indult. A Ganz Danubius BLSZ I-es helyét átvette a REAC. 1992 januárjában a BLSZ I-es REAC átvette az a Ganz Danubiust, így a REAC NB II-es csapat lett.
A csapatban időközben olyan klasszis játékos is megfordult, mint Törőcsik András, aki - levezetésképpen - az 1994/1995-ös évadban néhány mérkőzésen szerepelt  a REAC-ban. A csapat egy évtized után Urbán Flórián vezetésével feljutott az NB I-be. A csapat első szezonjában bentmaradt. 2006-ban legyőzték az akkor már fél éve veretlen Ferencváros együttesét (1-0). 2006 nyarán a gyenge bajnoki rajt miatt (4 mérkőzésen 1 pont) menesztették Urbán Flórián vezetőedzőt. Négy szezon után 2009-ben utolsó helyezettként búcsúzni kényszerültek az NB1 mezőnyétől. Később az NBII-ből és az NBIII-ből is kiesett a klub. A 2018-2019-es idényben a BLSZ I. osztályában szerepelt az együttes. 2014-ben az addigi klubelnök, Forgács József az ügyvezetői feladatokat fiára, Forgács Tamásra és Sági Ferencre bízta.

### Bundaügy
2012. február 28-án őrizetbe vettek hat korábbi vagy akkori REAC labdarúgót, ezzel nyolcra nőtt a bundaügyben érintett REAC játékosok száma. A megalapozott gyanú szerint az őrizetbe vett személyek 2007 és 2009 között összesen nyolc NB I-es bajnoki vagy Ligakupa-mérkőzés eredményét befolyásolták, esetenként 2000, 2500 euró, illetve egy esetben 100-110 ezer forint ellenében. 2012. március 1-jén Kutasi Róbert klubigazgató öngyilkosságot követett el. 2017-ben ért véget a REAC-bündaügy, a vesztegetésért elítélt futballisták egyike sem kapott börtönbüntetést.

## Eredményei 1991-től
| Év        | Bajnokság      | Helyezés |
| 1991-1992 | NB II          | 15.      |
| 1992-1993 | NB III         | 1.       |
| 1993-1994 | NB II          | 16.      |
| 1994-1995 | NB III         | 3.       |
| 1995-1996 | NB III         | 2.       |
| 1996-1997 | NB III         | 2.       |
| 1997-1998 | NB II*         | 8.       |
| 1998-1999 | NB II*         | 10.      |
| 1999-2000 | NB II / NB I** | 16.      |
| 2000-2001 | NB II          | 10.      |
| 2001-2002 | NB II          | 5.       |
| 2002-2003 | NB II          | 4.       |
| 2003-2004 | NB II          | 6.       |
| 2004-2005 | NB II          | 2.       |
| 2005-2006 | NB I           | 14.      |
| 2006-2007 | NB I           | 14.      |
| 2007-2008 | NB I           | 12.      |
| 2008-2009 | NB I           | 16.      |
| 2009-2010 | NB II          | 4.       |
| 2010-2011 | NB II          | 10.      |
| 2011-2012 | NB II          | 15.      |
| 2012-2013 | NB III         | 3.       |
| 2013-2014 | NB III         | 12.      |
| 2014-2015 | NB III         | 3.       |
| 2015-2016 | NB III         | 16.      |
| 2016-2017 | NB III         | 15.      |
| 2017-2018 | BLSZ I         | 1.       |
| 2018-2019 | BLSZ I         | 3.       |
| 2019-2020 | BLSZ I         | 7.       |

[*] A bajnoki átszervezések miatt valójában a harmadik osztályt jelenti a Profi Liga (PNB) és az NBI mögött
[**] A Gázszer FC visszalépett az NBI küzdelmeitől, így a helyére a REAC került a téli szünetet követően.

## Vezetőedzők
- Hatvanger Zoltán 1991
- Szokolai László 1992
- Szabó Sándor 1992
- Dálnoki József 1992–1993
- Garaba Imre 1994
- Antal Péter 1994–1996
- Hegedűs Béla 1996
- Kiss László 1996–1999
- Tóth Bálint 1999–2000
- Molnár Ferenc 2000
- Híres Gábor 2000–2001
- Simon Tibor 2001
- Kutasi Róbert 2002
- Mészöly Géza 2002–2004
- Urbán Flórián 2004–2006
- Aczél Zoltán 2006–2008
- Nagy Sándor 2008–2010
- Mátyus János 2010–2014
- Dzurják József 2014–2015
- Dinka Balázs 2015–2017
- Balogh László Barna 2017–2018
- Lászka Balázs 2019[9]
- Dinka Balázs 2019–?
- Farkas József ?–2024
- Kollár Zsolt 2024–?

## Híres játékosok
* a félkövérrel írt játékosok rendelkeznek felnőtt válogatottsággal.
| - Jegia Javruján - Washington Aires - Balogh Gábor - Bárányos Zsolt - Bene Ferenc - Bérczy Balázs - Bücs Zsolt - Erős Károly | - Galaschek Péter - Gángó András - Handel György - Jancsika Károly - Juhász Péter - Kapcsos Vince - Katona György - Kecskés Zoltán | - Lisztes Krisztián - Madar Csaba - Nagy Tamás - Kékesi Rezső - Martos Győző - Nagy Tamás - Nyerges Krisztián - Pintér Zoltán | - Polonkai Attila - Pusztai Olivér - Regedei Csaba - Sebők Vilmos - Simon Tibor - Somogyi Csaba - Szentpéteri Viktor - Szokolai László | - Torma Gábor - Tóth Norbert - Törőcsik András - Urbán Flórián - Varga István - Varga József - Véber György - Zsinka János |

## Sikerek
- Budapest-kupa-győztes: 2017-18[10]

## Szezonok
- A Rákospalotai EAC 2005–2006-os szezonja
- A Rákospalotai EAC 2006–2007-es szezonja
- A Rákospalotai EAC 2007–2008-as szezonja
- A Rákospalotai EAC 2008–2009-es szezonja